# Poule Cochin
Pour les articles homonymes, voir Cochinchine française.
La poule cochin est une race de poule domestique, devenue rare en France.
- Note: La cochin n'est pas l'équivalent grande race de la pékin, même si dans d'autres pays étrangers elles portent le même nom.

## Description
Remarquable de par son volume : c'est en effet une des races existantes les plus grosses, avec un poids avoisinant les cinq kilogrammes pour les coqs adultes. Des tarses jaunes et très emplumés sont les caractéristiques de cette volaille au plumage abondant.
Sa ponte est médiocre et la chair n'est pas en quantité. En revanche, ces poules sont de bonnes couveuses. Cette race est plus ornementale que productive. Les coloris principaux sont le noir, le blanc, le bleu, le perdrix et le coucou. Elle est d'un caractère particulièrement calme et facile à élever.

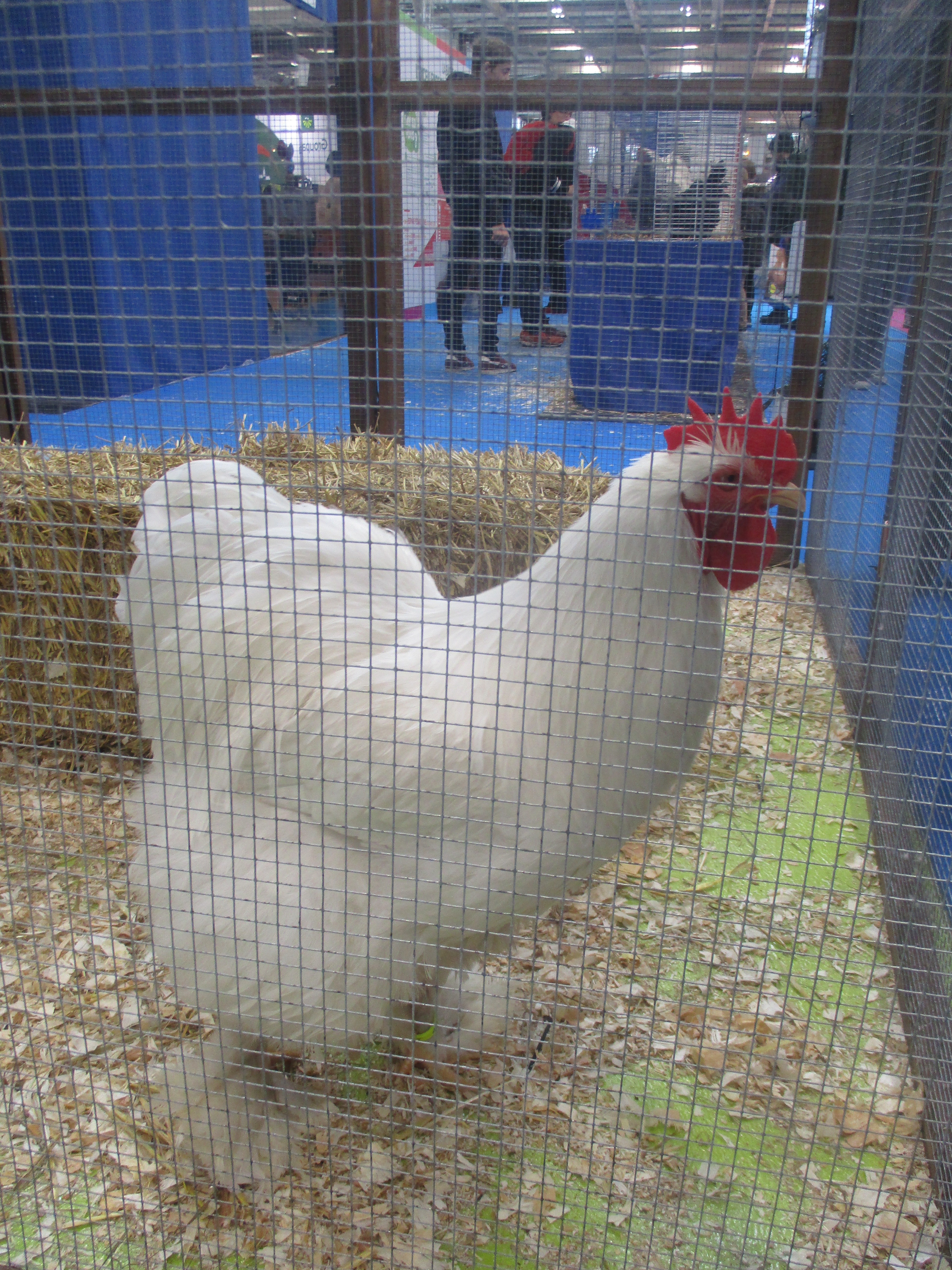
Coq cochin blanc
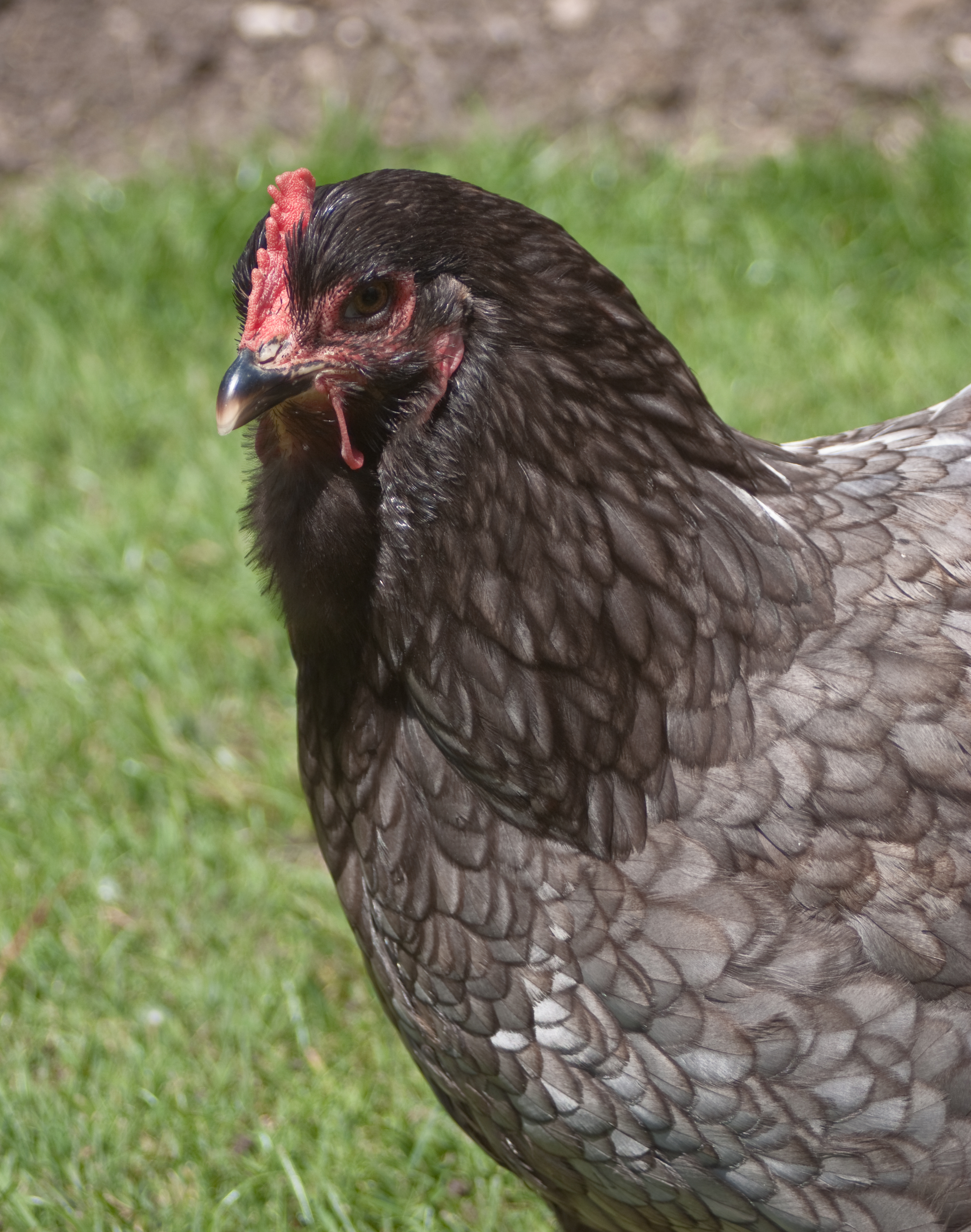
Tête de poule cochin bleue
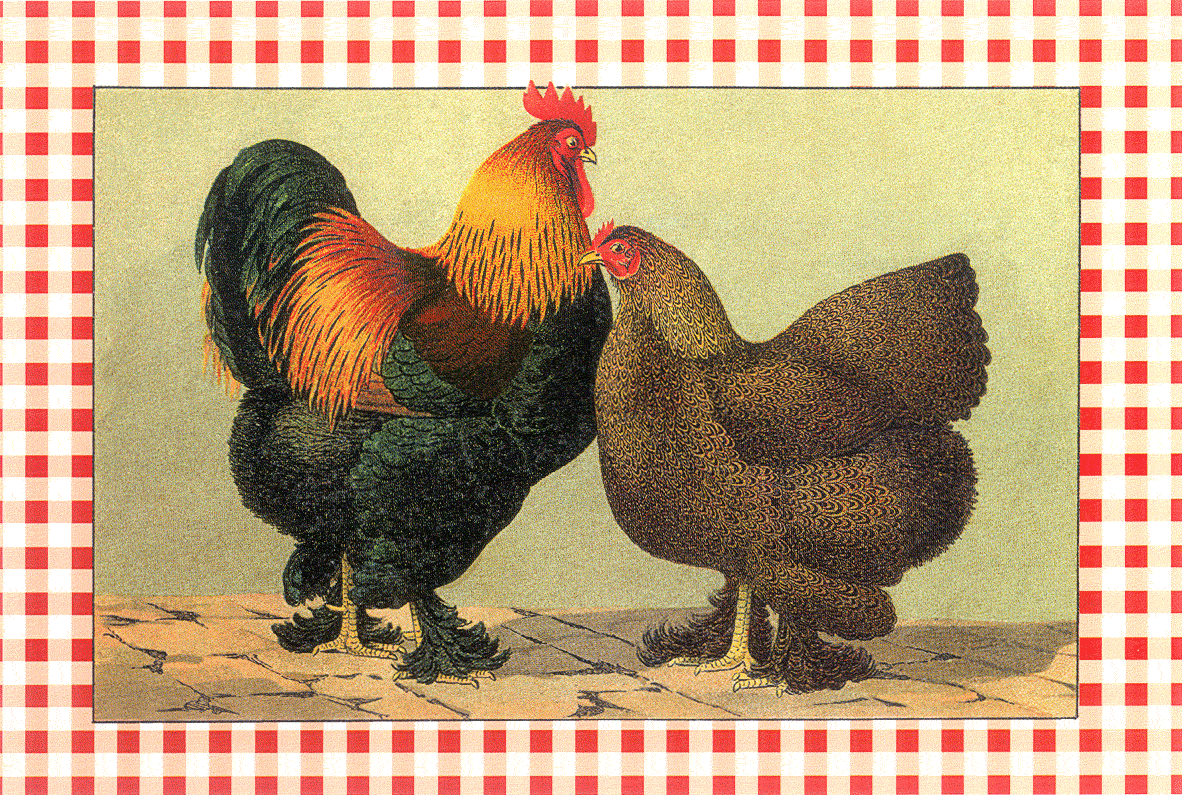
Couple de Cochin perdrix doré maillé
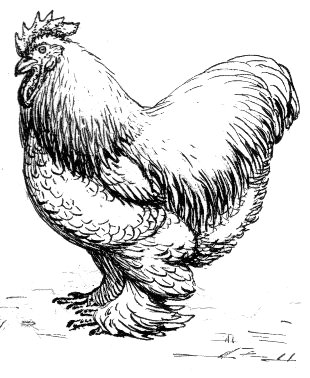
Croquis
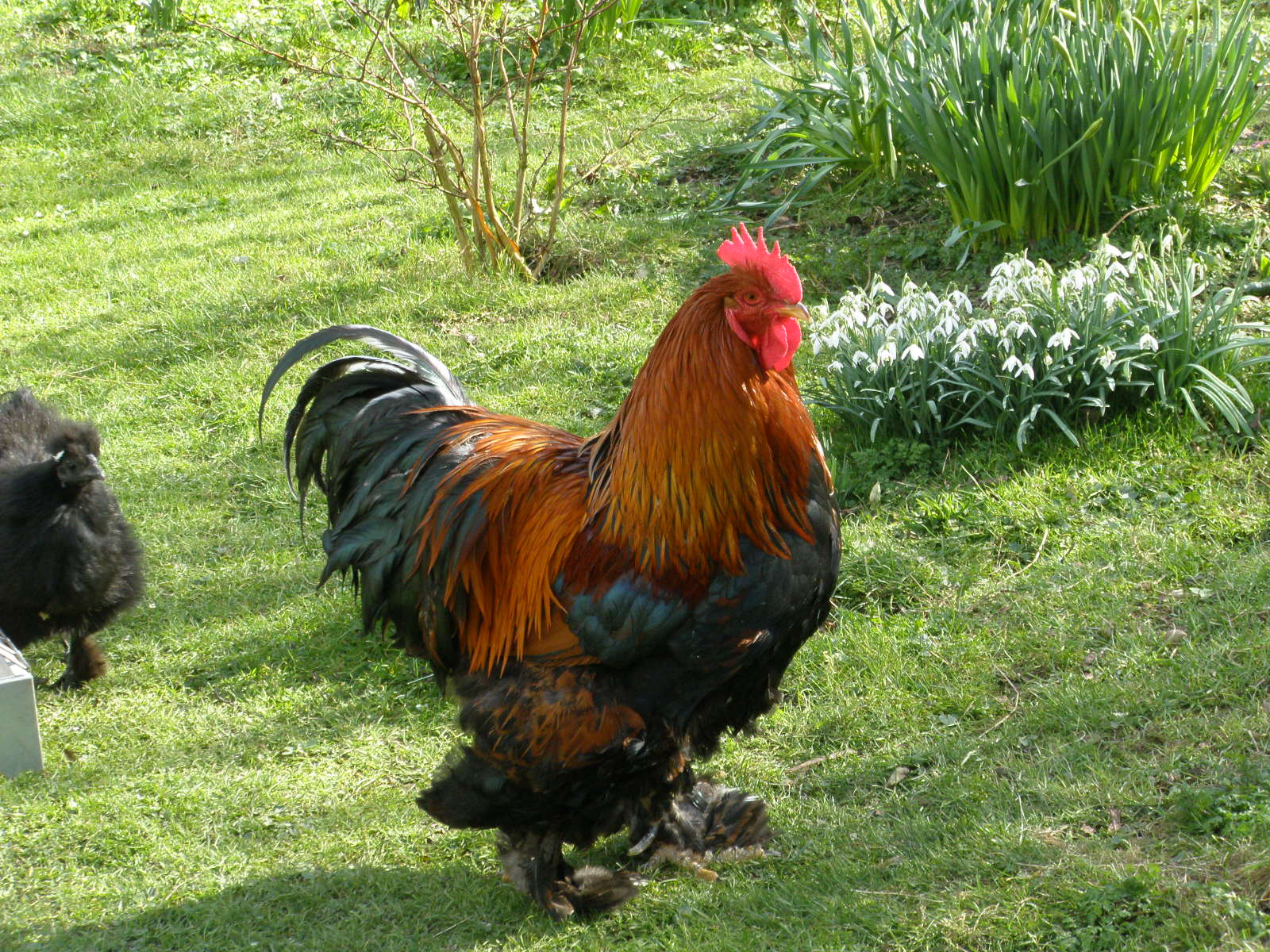
Coq Cochin perdrix doré maillé
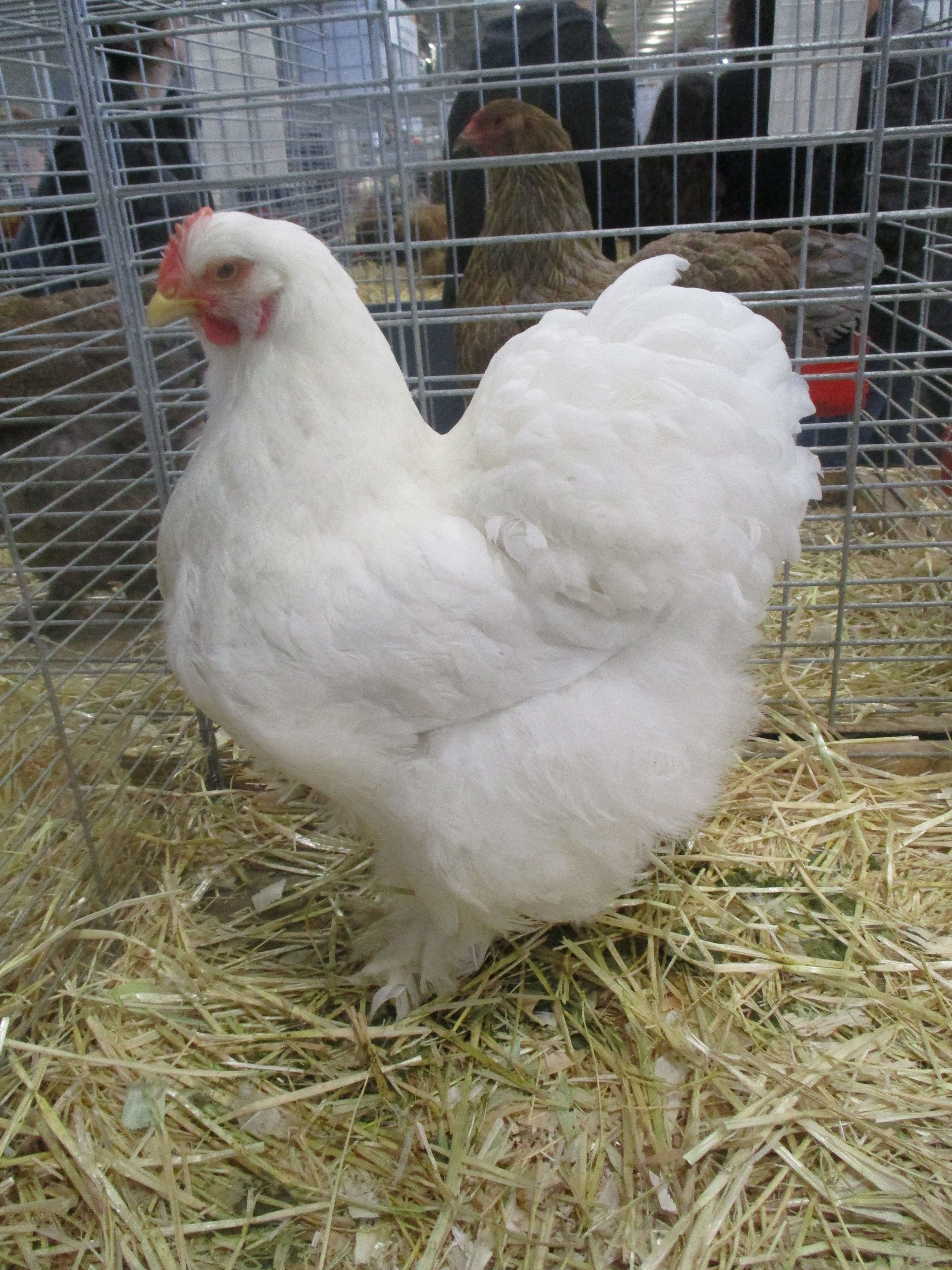
Poule Cochin blanche
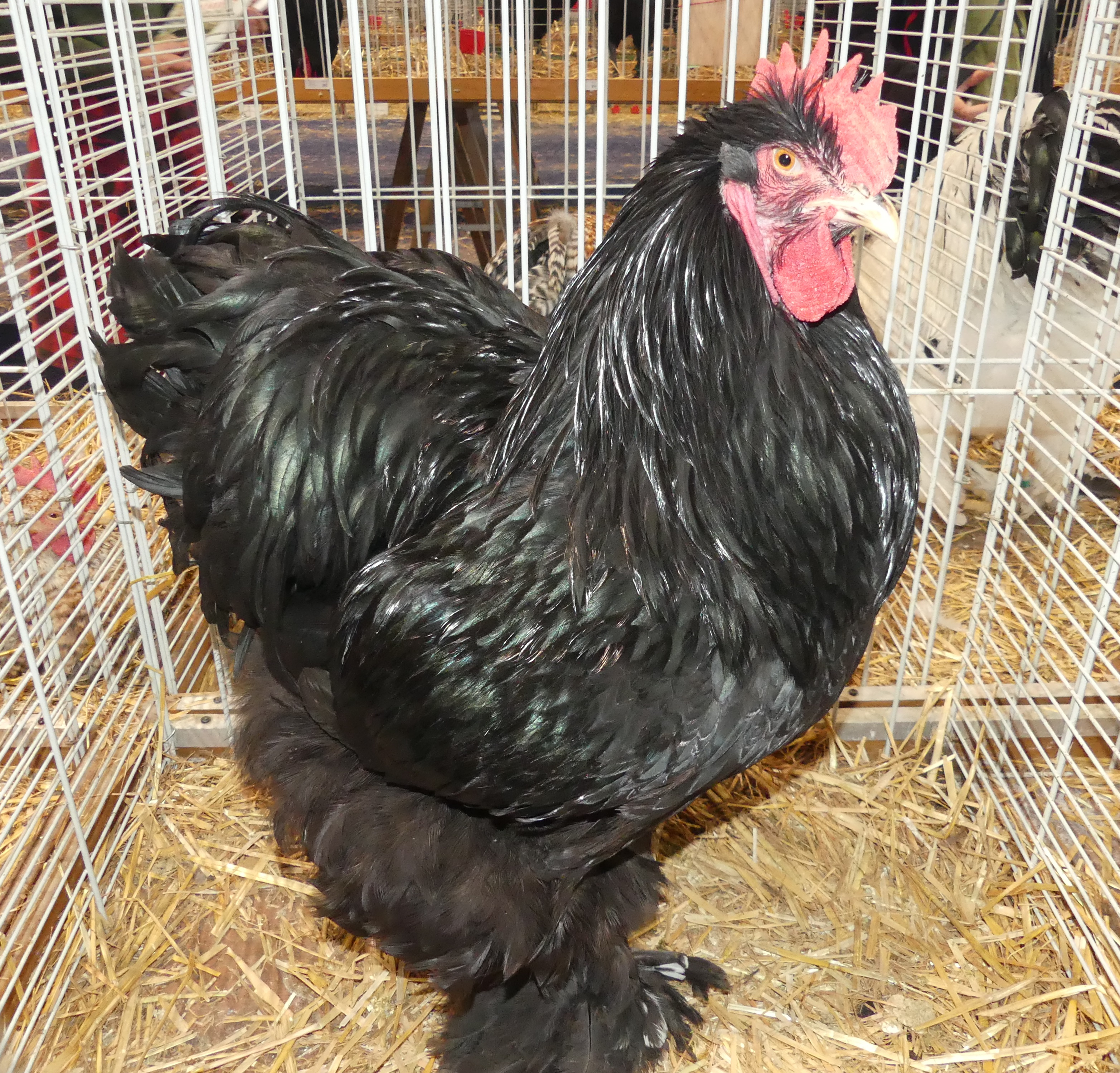
Coq Cochin noir
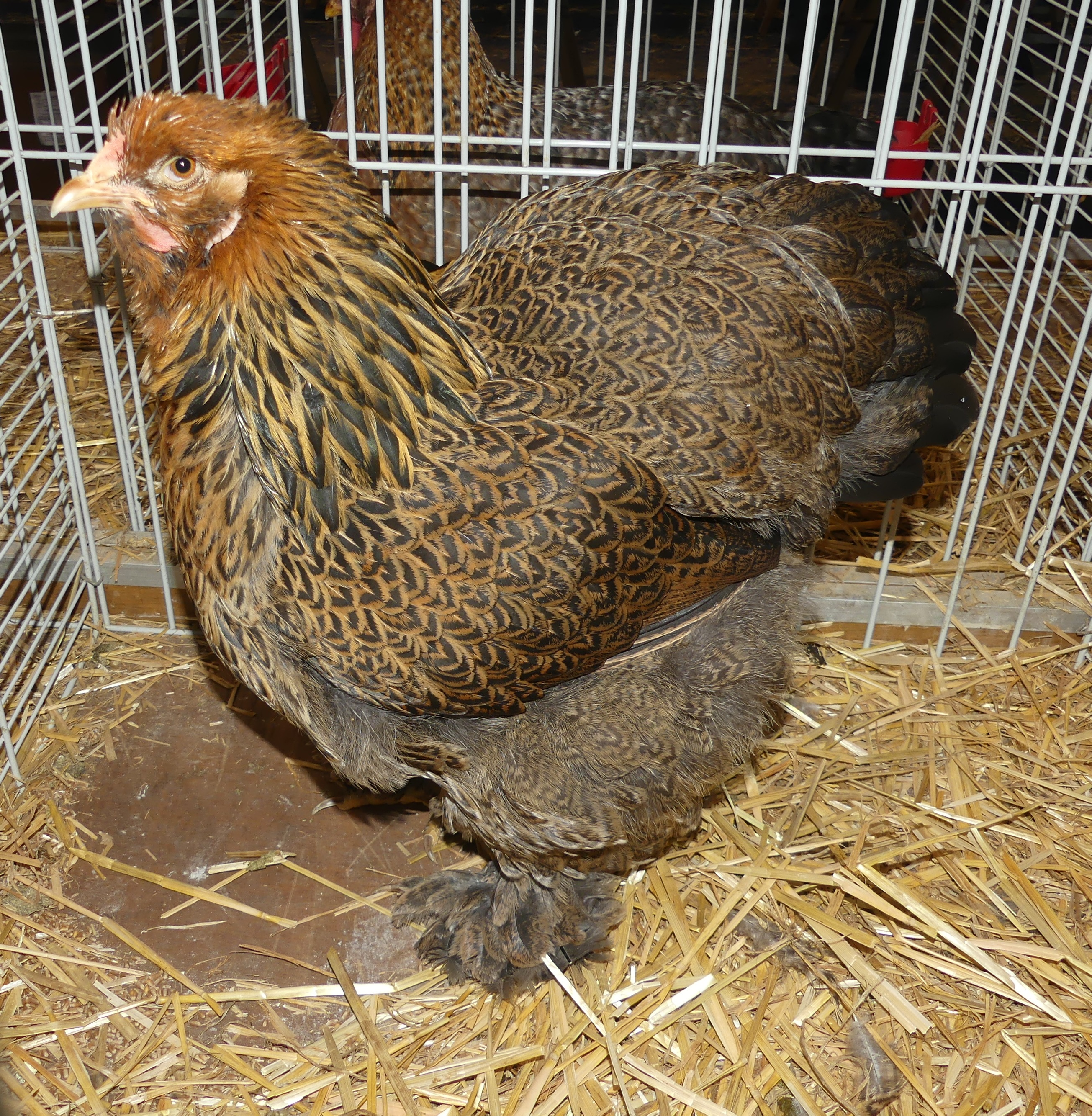
Poule Cochin perdrix doré maillé

## Origine
Cette race de poule est originaire du sud de la Chine (mais pas de Cochinchine comme son nom pourrait le laisser supposer).
Au départ, cette poule est appelée poule de Shanghaï par les ornithologues, en référence au port chinois qui l'exportait en Europe et d'abord en Angleterre et en France. Les Anglais l'importent autour de 1845 via les Indes britanniques, comme les Américains le font avec la brahma. En France, c'est le vice-amiral Cécil qui l'importe à Macao en 1846, à partir du Kouang-Toung et qui fait expédier six poules et deux coqs au ministre de la guerre français de l'époque. Ces volailles sont dénommées alors poules de Cochinchine ou cochinchinoises. Le ministre offre un coq et trois poules au muséum d'histoire naturelle de Paris, laissant les autres au vice-amiral Cécil.
La reine Victoria est immédiatement fascinée par ces volailles. Elle est reconnue parmi les 108 races de poule du British Poultry Standard. La société royale de Dublin les expose et elle est réclamée par des éleveurs, puis exposée aux États-Unis qui la sélectionnent pour un plumage de plus en plus volumineux et doux. Depuis lors cette race s'est imposée comme une race ornementale.

### Standardofficiel
- Masse idéale : coq : 3,5 à 5,5 kg ; poule : 3 à 4,5 kg
- Crête : simple
- Oreillons : rouges
- Couleur des yeux : rouge-orangé
- Couleur des Tarses : jaune
- Variétés de plumage : Blanc, bleu, fauve, noir, coucou, noir caillouté blanc, perdrix doré maillé, argenté liseré noir, doré liseré noir, splash.
- Œufs à couver : min. 55g, coquille brun-jaune
- Diamètre des bagues : coq : 27mm ; poule : 24mm

## Sources
- Le Standard officiel des volailles (Poules, oies, dindons, canards et pintades), édité par la Société centrale d'aviculture de France.